# The Very Best of Jethro Tull
The Very Best of Jethro Tull è una compilation della band progressive rock inglese Jethro Tull, pubblicata nel 2001 contenente alcuni fra i principali successi nella storia della band.

## Tracce
1. Living in the Past – 3:39
2. Aqualung – 6:35
3. Sweet Dream – 4:02
4. The Whistler – 3:28
5. Bungle in the Jungle – 3:35
6. The Witch's Promise – 3:49
7. Locomotive Breath – 4:24
8. Steel Monkey – 3:36
9. Thick as a Brick – 3:00
10. Bourée – 3:44
11. To Old to Rock 'N' Roll: Too Young to Die – 3:54
12. Life is a Long Song – 3:16
13. Songs from the Wood – 4:51
14. A New Day Yesterday – 4:08
15. Heavy Horses – 3:19
16. Broadsword – 4:59
17. Roots to Branches – 5:11
18. A Song for Jeffrey – 3:17
19. Minstrel in the Gallery – 3:49
20. Cheerio – 1:10